# Bourheim
Bourheim (gesprochen: Buurheim) ist ein Stadtteil von Jülich im Kreis Düren, Nordrhein-Westfalen.

## Lage
Im Westen liegt Aldenhoven, im Norden Koslar, im Osten Jülich und im Süden Kirchberg. Im Norden verläuft die Bundesautobahn 44. In Bourheim befindet sich der höchste Punkt der Stadt Jülich (außer der Sophienhöhe) mit 110 m über NN. Direkt am westlichen Ortsrand liegt der Tagebau Inden.

## Geschichte
Das Bourheim bereits zur Zeit der Kelten besiedelt war, belegt der Fund eines befestigten Herrenhofs aus der jüngeren Latènezeit bei Bourheim. Zudem liegt Bourheim unweit der Stadt Jülich, die zu römischer Zeit Iuliacum hieß. Dies zeugt von einer Besiedelung seit mehr als 2000 Jahren. Ortsgründungen mit der Namensendung -heim sind jedoch typisch für Siedlungsgründungen im Zuge der fränkischen Landnahme im späten 5. bis 7. Jahrhundert. Daher dürfte der heutige Name des Ortes hier seinen Ursprung haben.
Am 1. Januar 1972 wurde Bourheim in die Stadt Jülich eingegliedert. Eine kleine unbewohnte Fläche kam nach Aldenhoven.

## Wappen
Das Bourheimer Wappen ist zweigeteilt. Im oberen Drittel zeigt es ein schwarzes Kreuz auf goldenem Grund und im unteren Teil einen goldenen Lindenbaum auf schwarzem Grund. Genehmigt wurde dieses Wappen durch den Regierungspräsidenten zu Aachen im September 1962. Gleichzeitig wurde der damals noch eigenständigen Gemeinde Bourheim das Recht zur Führung von Wappen, Siegel und Banner verliehen.

## Sehenswürdigkeiten

### Adelssitze
In Bourheim gibt es zwei alte Adelssitze: Schloss Linzenich, das teilweise eine Ruine ist, dessen Vorburg aber noch bewohnt wird, sowie Burg Bourheim, eine ehemalige Wasserburg.

### Kirche

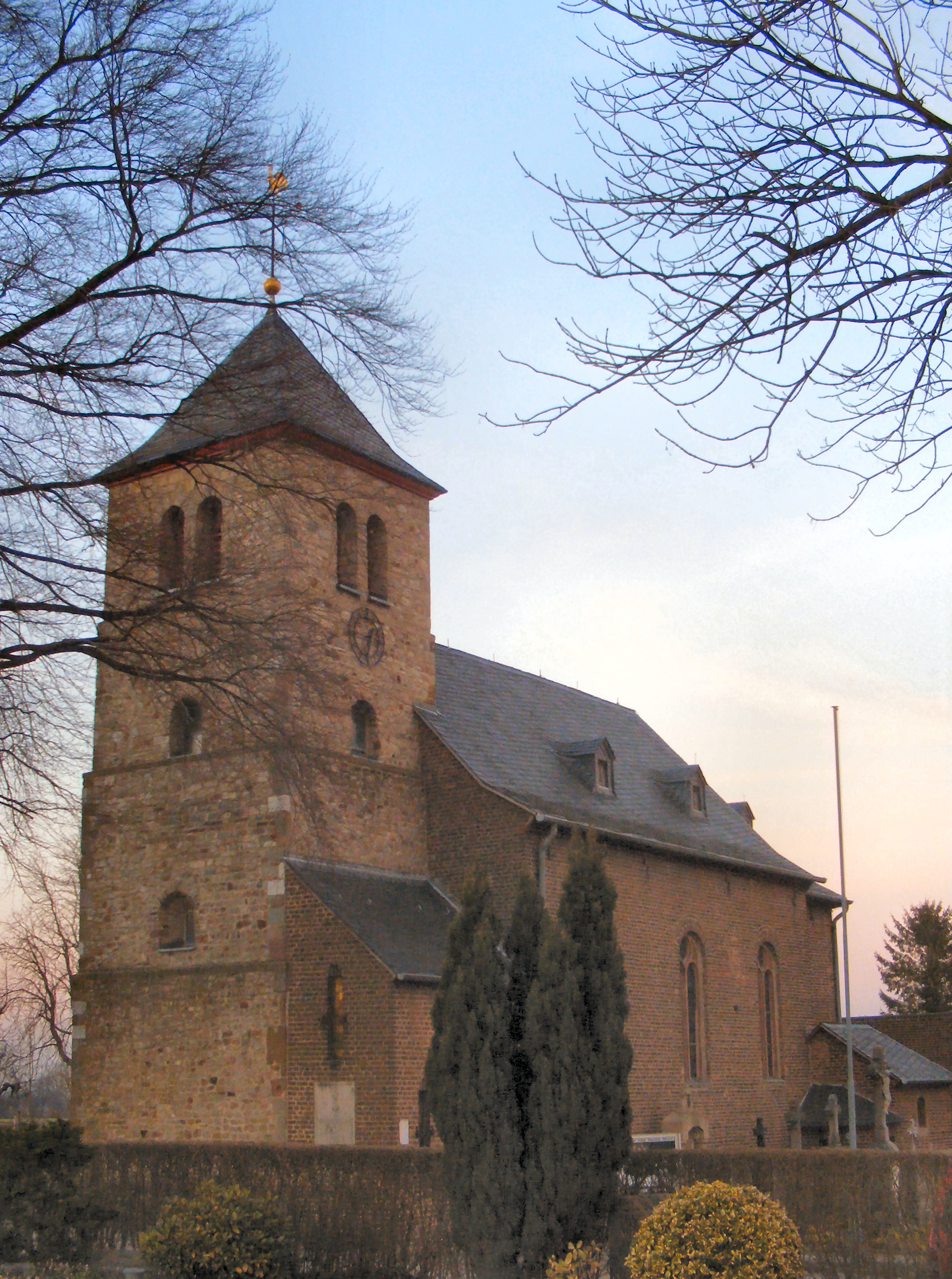
Kirche Hl. Maurische Märtyrer Bourheim

In Bourheim befindet sich die katholische Kirche Hl. Maurische Märtyrer, die zur Pfarrei Heilig Geist, Jülich gehört. Der Kirchturm stammt noch aus romanischer Zeit, der Rest des Gotteshauses wurde 1776 errichtet.

## Verkehr

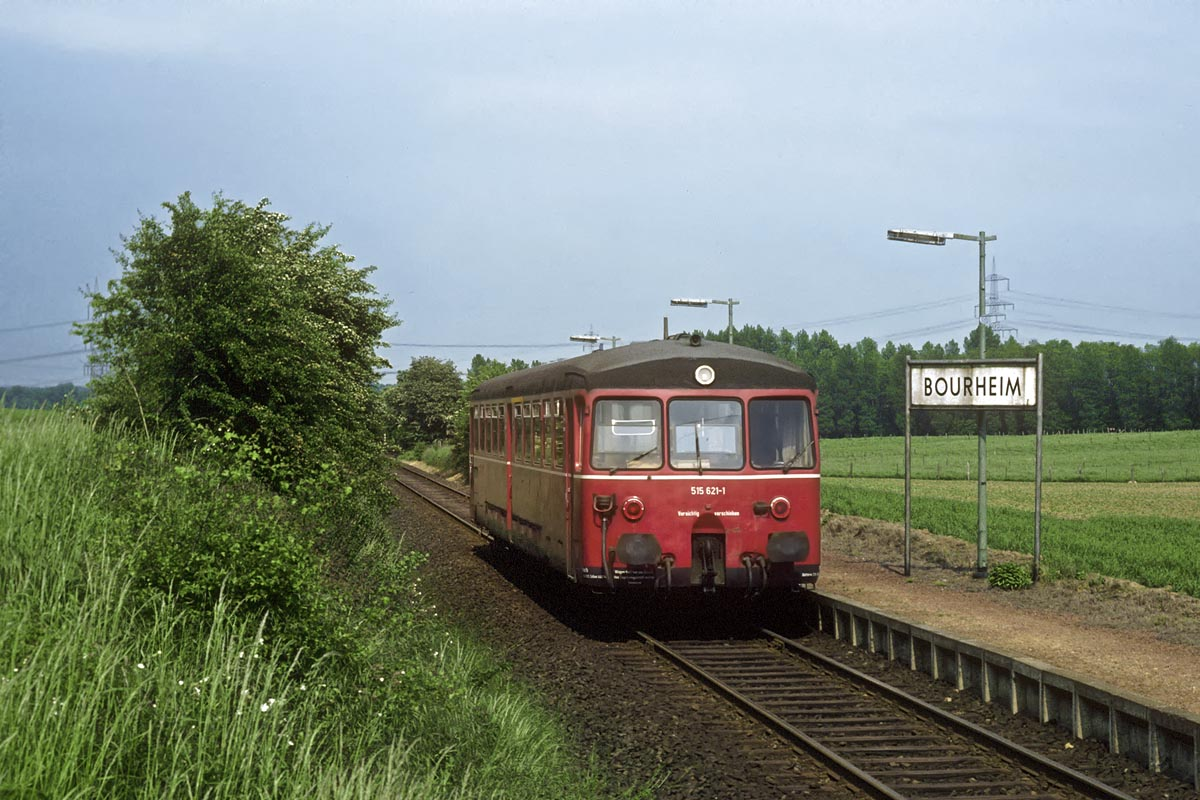
Nahverkehrszug 8257 Aachen Nord – Jülich im Haltepunkt Bourheim wenige Tage vor Stilllegung der Strecke

Entlang des Ortes verläuft die Bundesstraße 56.
Den ÖPNV stellt die ASEAG mit der Linie 6 und ein Anruf-Sammel-Taxi des Rurtalbus sicher.
| Linie | Betreiber | Verlauf |
| ----- | --------- | --- |
| 6     | ASEAG     | (Talbahnhof/Raiffeisenplatz – Krankenhaus –) Eschweiler Bushof – Dürwiß – Neu-Lohn – Fronhoven – (Weiler-Hausen – Niedermerz –) Aldenhoven – Bourheim – Jülich Walramplatz – Neues Rathaus – Jülich Bf/ZOB    |
| AST   | Rurtalbus | AnrufSammelTaxi: Mo–Fr abends, Sa nachmittags/abends, So Jülich Bf/ZOB – Jülich Innenstadt – Kirchberg – Bourheim – Engelsdorf – Aldenhoven – Niedermerz – Schleiden – Siersdorf – Dürboslar – Freialdenhoven |

Bis zum 30. Mai 1980 hatte Bourheim einen gleichnamigen Haltepunkt an der Bahnstrecke Aachen Nord–Jülich.

## Sonstiges
- Für die kleinen Mitbürger gibt es die Kindertagesstätte Grünschnäbel.
- Im Mai wird in Bourheim mit dem ältesten Maiclub Maiclub 1744 Bourheim e. V. gefeiert.
- Für Fußballfans gibt es in Bourheim den F.C. Alemannia 1913 Bourheim e. V.
- Karneval wird mit der KG Fidelitas Bourheim 1951 e. V. gefeiert.